# Великий Атанасій Григорій

Меморіальна таблиця в селі Туринка

Атана́сій Григо́рій Вели́кий (5 листопада 1918, Туринка, нині Жовківський район, Львівська область — 24 грудня 1982, Рим, Італія) — український церковний діяч, науковець, відомий історик Церкви, археограф, священник—василіянин, протоархимандрит Василіянського Чину (1963—1976).

## Життєпис
Народився в с. Туринка недалеко від Жовкви. Батько його звався Теодор, а мати — Пелагія, до шлюбу Бекеш. Навчався у народній школі в Туринці і Жовківській гімназії.
До Василіянського Чину вступив 31 серпня 1933 року.
Філософію вивчав у Кристинополі, богослов'я — в Оломоуці та Празі (Чехія). Студіював історію та філологію в Українському Вільному Університеті в Празі (1940—1944, здобув докторат з історії). Богословські студії продовжив у Вюрцбурзі (Німеччина) та Римі (Італія), де в Григоріанському університеті одержав докторат з теології (1948). Також студіював у Папському Східному Інституті (1946—1948), де отримав ліценціат.
8 грудня 1946 року в Римі висвячений на священника єпископом Іваном Бучком.

## Діяльність
Отець Атанасій Великий не займався душпастирством, а виключно виховною, науковою й культурною діяльністю. Віце-ректор (1948—1953, 1955—1960) і проректор (1961—1963) Української папської колегії св. Йосафата в Римі. Президент Українського богословського наукового товариства (1960—1965).
З 1948 року був також співробітником, а згодом директором української секції Ватиканського радіо; від 1948 — редактор відновлених у Римі «Записок ЧСВВ», в яких опублікував більше 50 томів архівних документів з історії української Церкви та зредагував близько 30 томів наукових праць. Він також автор численних наукових праць, розвідок і статей, учасник різних міжнародних конгресів, дійсний член наукових товариств.
Під час Другого Ватиканського Собору о. Великий був секретарем Соборової Комісії для справ Східних Церков і отцем Собору, під час якого вносив питання про український католицький патріархат. Підготував 5-томний переклад та історію текстів Другого Ватиканського Собору українською мовою.
1963—1976 — протоархимандрит Василіянського чину, пізніше консультор Чину. Крім того був консультором Конґреґації для Східних Церков та консультором Папської комісії для ревізії кодексу східного канонічного права. За його ініціативою почала виходити з 1964 р. серія видань під назвою «Українська Духовна Бібліотека», яка налічує коло 100 видань. Дійсний член НТШ, співредактор Енциклопедії українознавства.

## Публікації документів з ватиканських архівів
Під його редакцією опубліковано ряд документальних матеріалів з ватиканських архівів стосовно історії України та української Церкви:
- Документи римських понтифіків, 1705—1953 (2 томи),
- Аудієнції Римських Архієреїв, 1650—1862 (2 томи),
- Акти Конґреґації пропаганди віри, 1622—1862 (5 томів),
- Листи Конґреґації пропаганди віри, 1622—1862 (7 томів),
- Партикулярні конґреґації, які висвітлюють історію Української Католицької Церкви, 1622—1862 (2 томи),
- Листи Київських католицьких митрополитів 1613—1839 (9 томів),
- Листи єпископів, 1600—1900 (5 томів),
- Листи апостольських нунціїв, 1550—1900 (14 томів),
- Прохання Уніатської церкви, 1600—1769 (3 томи),
- Документи Берестейської унії та її авторів, 1590—1600 (1 том),
- Листи Василіян, 1601—1760 (2 томи),
- Документи беатифікаційного та канонізаційного процесів Йосафата Кунцевича, 1623—1867 (3 томи).

## Твори
- Проблема коронації Данила: 1253—1953 (Римська сесія наук. конф. НТШ) // ЗНТШ. — Рим; Париж; Мюнхен, 1955. — Т. 164;
- Корона Данила Романовича (передрук: Старожитності. — 1993. — № 17/18);
- Релігія і церква — основні рушії української історії // ЗНТШ. — Мюнхен; Рим; Париж, 1966. — Т. 181: Релігія в житті українського народу;
- З літопису християнської України: Церковно-історичні радіолекції з Ватикану (9 томів). — Рим: Видавництво ОО Василіян, 1968—1977.
- Святий Йосафат Кунцевич: його життя і доба [Архівовано 4 березня 2016 у Wayback Machine.]. — Торонто, 1967 (у співавторстві з о. Мелетієм Соловієм, ЧСВВ)
- Печерський Патерик або Праведні Старої України. Давнє джерело староукраїнської духовности [Архівовано 4 березня 2016 у Wayback Machine.]. — Рим: Видавництво ОО Василіян, 1973.
- Світла і тіні української історії. Причинки до історії української церковної думки [Архівовано 4 березня 2016 у Wayback Machine.]. — Рим: Видавництво ОО Василіян, 1969.
- Українське християнство: сторінки до історії української церковної думки [Архівовано 6 квітня 2016 у Wayback Machine.]. — Рим: Видавництво ОО Василіян, 1969.